# Zhao Zhiqing
Zhao Zhiqing, född 6 november 1997 i Zhangjiakou, är en kinesisk paraidrottare som tävlar i skidskytte. Hon tävlar i klassen LW5/7.

## Karriär
Zhao tävlade vid paralympiska vinterspelen 2022 i Peking och tog brons i damernas 6 kilometer stående efter att slutat bakom landsmaninnan Guo Yujie och ukrainska Ljudmyla Ljasjenko. Hon tog sedan även ett silver i damernas 12,5 kilometer stående efter att slutat bakom Ljudmyla Ljasjenko.